# Beilstein (Badenia-Wirtembergia)
Beilstein – miasto w Niemczech, w kraju związkowym Badenia-Wirtembergia, w rejencji Stuttgart, w regionie Heilbronn-Franken, w powiecie Heilbronn, wchodzi w skład związku gmin Schozach-Bottwartal. Leży ok. 12 km na południowy wschód od Heilbronn.

## Galeria

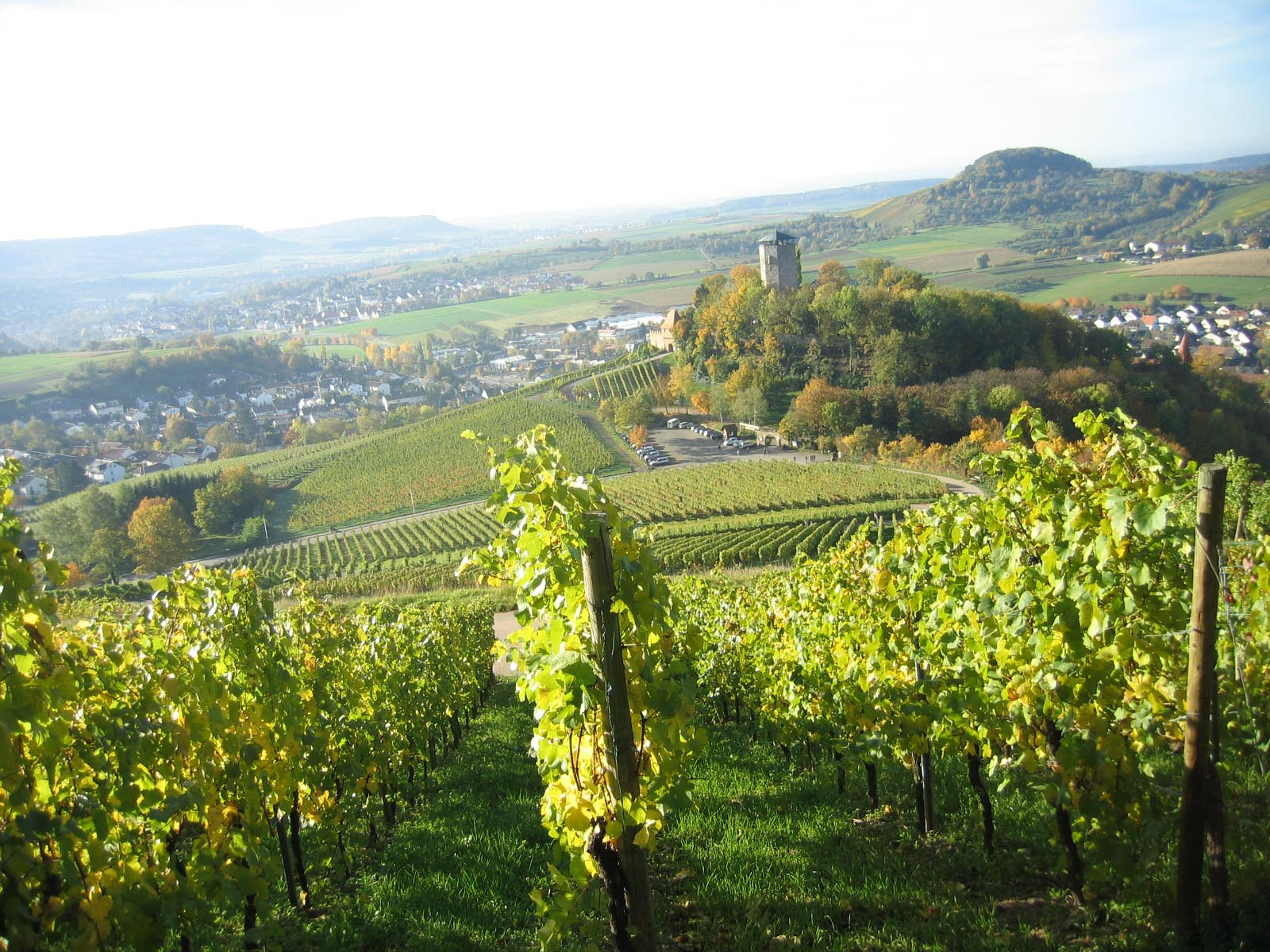
Panorama miasta
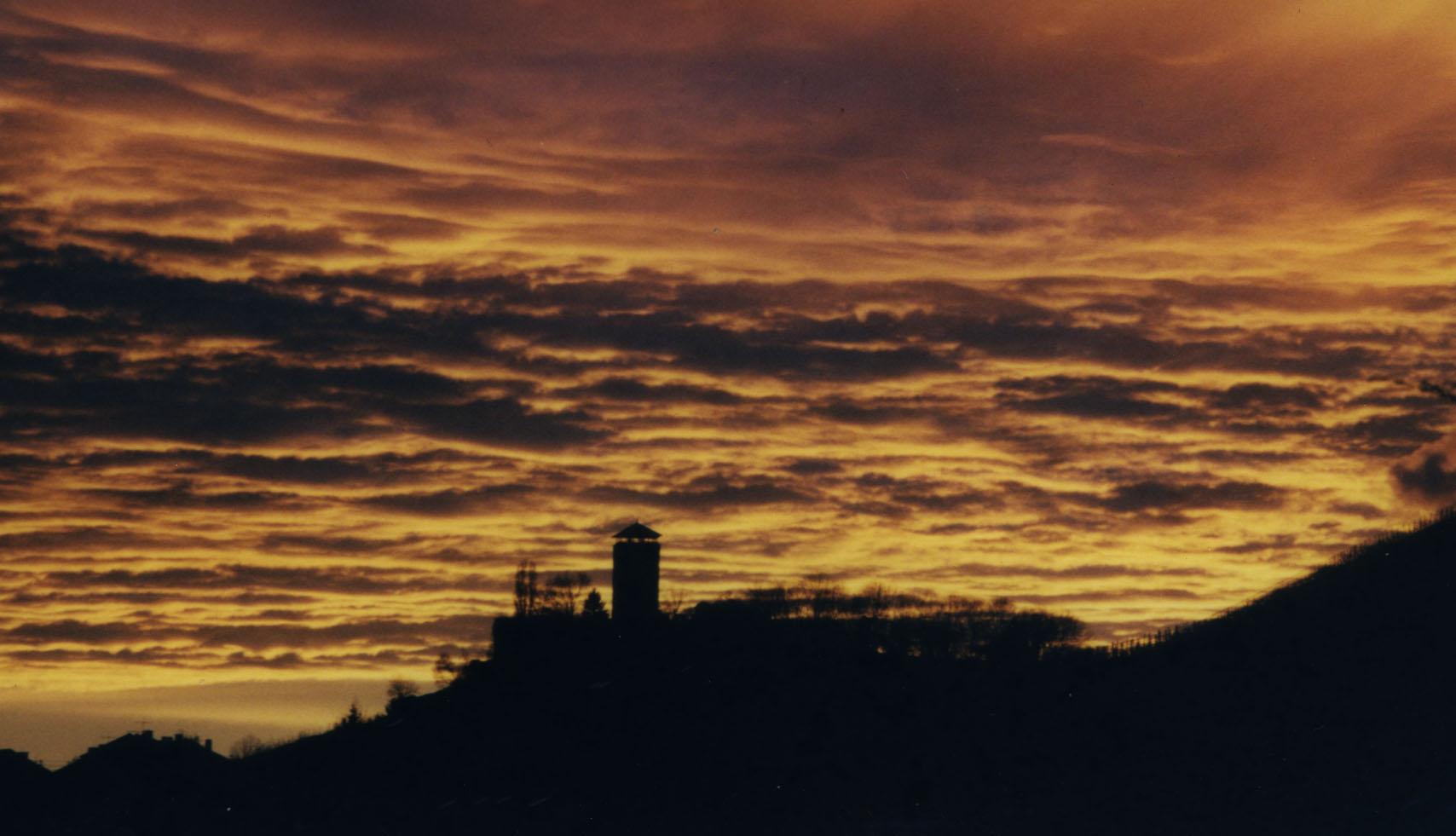
Zamek Beilstein